# 马如龙 (1952年)
马如龙（1952年8月—），男，回族，青海平安人，中华人民共和国政治人物，曾任西藏自治区文化厅党组书记、副厅长，西藏自治区人大常委会副主任。